# Йатрас, Константинос
Константинос Йатрас греч.  Κωνσταντίνος Ιατράς , иногда упоминается и как Константинос Ятрас греч.  Κωνσταντίνος Γιατράς , Закинф 5 сентября 1811 – Закинф 28 февраля 1888) – греческий художник и поэт, представитель Семиостровной школы греческой живописи. 

## Биография

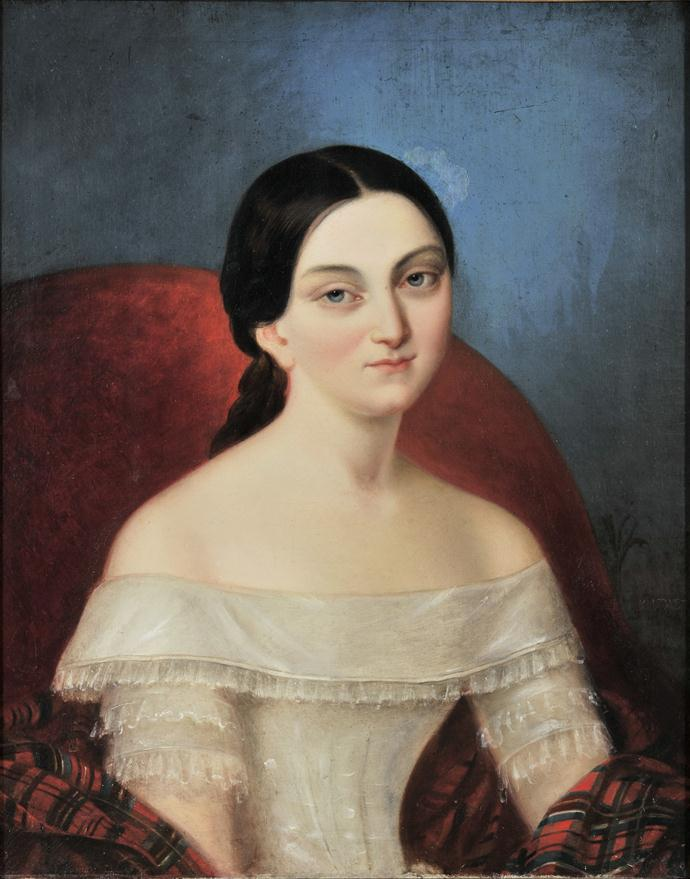
Изабелла Йатра (1860-1865)

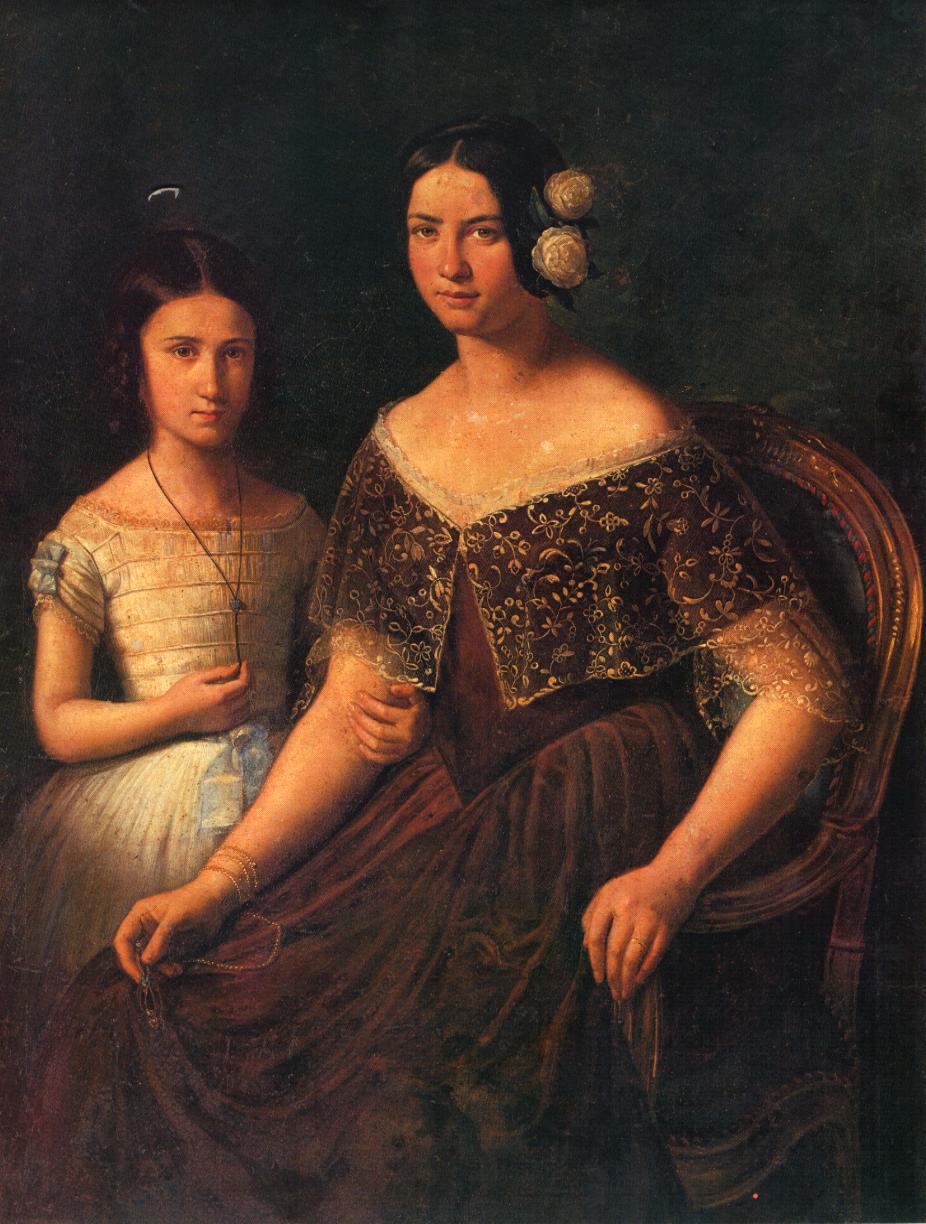
Мать и дочь

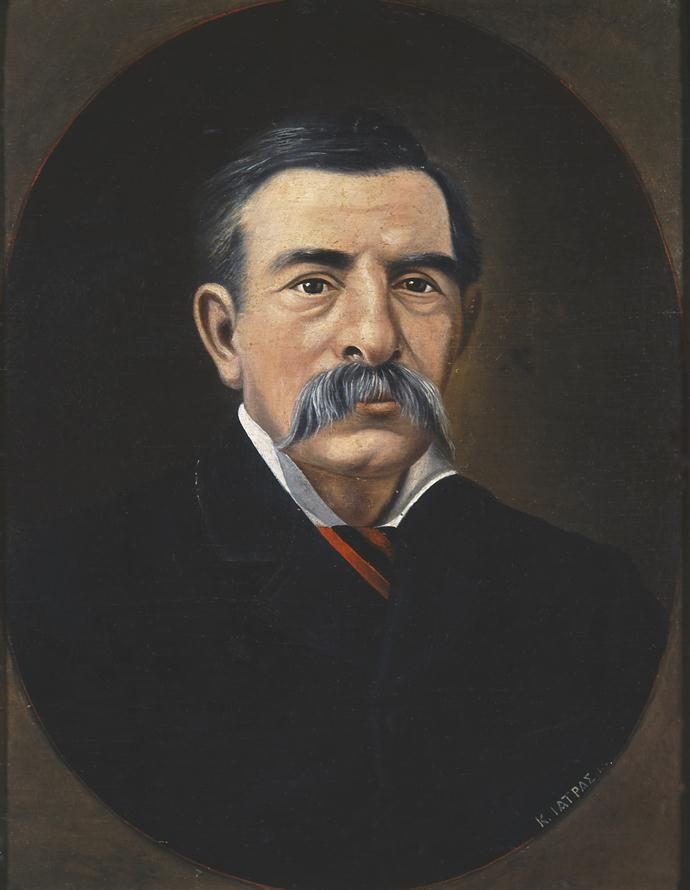
Портрет мужчины

Константинос Йатрас родился в 1811 году на острове Закинф, бывшем тогда под британским контролем, в семье Зисима Иатраса и Ангелики Калигеру. 
С малого возраста принял решение стать священником, но одновременно брал уроки живописи. 
Учился в Академии Святого Луки в Риме. В 1832, полюбив англичанку Сару Хардинг, выкрал её и женился на ней, оставив свои планы о духовном сане. 
Дочь четы, Изабелла, стала известной сопрано. 
Йатрас был талантливым человеком, с обширными интересами, знал английский и итальянский языки и использовал свои возможности во многих профессиях. Преподавал живопись на Закинфе, Керкире и в османской Смирне. 
Зарабатывая на жизнь, писал копии великих мастеров. 
Является автором ряда акварелей, на которых запечатлены греческие народные костюмы. 
Йатрас также писал стихи. 
Но более всего Йатрас известен своими портретами. 
В 1864 году Закинф, как и другие Ионические острова, воссоединился с Грецией. 
В 1875 году Йатрас выставил свои работы на всегреческой выставке «Олимпия» в Афинах. 
Художник умер на своём родном острове в 1888 году. 
Несколько портретов художника выставлено в Национальной галерее Греции. 

## Источник
- Λεωνίδα Ζώη, Λεξικόν Ιστορικόν και Λαογραφικόν Ζακύνθου, τόμος Α, Αθήνα 1963